# The Sheriff and the Rustler
The Sheriff and the Rustler è un cortometraggio muto del 1913 diretto da William Duncan.

## Produzione
Il film fu prodotto dalla Selig Polyscope Company.

## Distribuzione
Distribuito dalla General Film Company, il film - un cortometraggio in due bobine - uscì nelle sale cinematografiche statunitensi il 13 novembre 1913 con il sottotitolo Two Men Game to the Last.